# Skarphedin Njalsson
Skarphedin Njalsson (nórdico antiguo: Skarpheðinn Njálsson, 965-1011) es un personaje histórico de finales del siglo X que aparece en la saga de Njál, hijo del caudillo islandés, Njáll Þorgeirsson. Tras la muerte de Gunnar Hámundarson, Skarphedin encabezó la venganza contra sus asesinos. Skarphedin también se vio involucrado en un grave conflicto entre familias islandesas, sus hermanos Helgi y Grim Njalsson se vieron inmersos en una amarga disputa con el clan de Thrain Sigfusson, que culminó con el asesinato de Thrain durante una emboscada organizada por el mismo Skarphedin. Skarphedin era un hábil guerrero con el hacha de guerra, la que él poseía fue bautizada como Troll de Batalla (rimmugýgur) y la llevaba siempre consigo.
Skarphedin fue íntimo amigo del vikingo Kári Sölmundarson que por otra parte se convertiría en su cuñado al casarse con su hermana Helga. De hecho los vínculos de Kári con la familia de Njáll eran muy intensos y ya había protagonizado el rescate de Helgi y Grím que estaban en manos de piratas de las islas británicas.
El hijo de Kári y Helga, Thord Karason, murió quemado en Bergþórshvoll, junto al patriarca Njáll y su esposa, otro eslabón en la cadena de tragedias esta vez protagonizada por los partidarios de Thrain, lo que provocaría una de las venganzas más largas y sangrientas de las que se conocen por las sagas nórdicas. Skarphedin no sería ajeno a la tragedia y también sería asesinado por la partida de Flosi Þórðarson. Este asunto desembocó casi en una guerra civil en el althing de 1012 que precisó la intervención y mediación del reputado Snorri Goði a quien ambas partes respetaban como jurista y goði.
En la saga de Njál aparecen varios lausavísur sobre Skarphedin.